# Radu Sîrbu
Radu Sîrbu (známý také jako Radu Sârbu, RadU, Picasso a Radu Alexeevici Sîrbu; rusky Раду Алексеевич Сырбу, Radu Alekseevich Syrbu; * 14. prosince 1978, Peresecina, Okres Orhei, Sovětský svaz) je moldavský zpěvák a hudební producent. Byl členem pop musicového tria O-Zone. Získal mezinárodní úspěch za singl Dragostea Din Tei. Nyní žije v Bukurešti v Rumunsku.

## Alba

### Alone
1. „Whappa“ – 3:26
2. „Perfect Body“ – 3:16
3. „Tu nu“ – 3:30
4. „Ya Proshu“ – 4:23
5. „Zâmbeşti cu mine (feat. Anastasia-Dalia)“ – 3:29
6. „Fly“ – 3:58
7. „Sună Seara“ – 3:22
8. „Leave me Alone“ – (4.30)
9. „Whap-pa (English version)“ – 3:29
10. „Whap-pa (RMX Radu)“ – 3:35
11. „Doi Străini“ 3:51

### Heartbeat
1. „Heartbeat“
2. „Love is not a reason to cry“
3. „Stop hating me“
4. „Doare“
5. „Don't be afraid“
6. „Nu uita“
7. „She is the best song I ever wrote“
8. „Iubirea ca un drog“
9. „Daun-Daha (save my life)“
10. „It's too late“
11. „Monalisa“
12. „Love is not a reason to cry-club remix“
13. „Love is not a reason to cry-radio remix“

## Singly
- „Mix Dojdi“ (1995)
- „Dulce“ (featuring DJ Mahay) (2005)
- „Whap-Pa“ (2006)
- „Doi Străini“ (2006)
- „July“ (featuring Arsenium) (2007)
- „Iubirea ca un drog“ (2007)
- „Daun Daha“ (2007)
- „Love Is Not A Reason To Cry“ (March 2008) (MR & MS)
- „In One“ (2008) (MR & MS)
- „Single Lady“ (2009) (Dj Layla)
- „City Of Sleeping Hearts“ (2010) (DJ Layla)
- „Emotion“ (2011) (Sianna)
- „Broken Heart“ (feat. Sianna), 2012
- „Rain Falling Down“ (feat. Sianna), 2013
- „Dynamite“ (2014) (Liza Fox)
- „Esti Doar O“ (2017)
- „Lay Down“ (feat. Arsenium) (2020)